# Weleda
Weleda je nadnárodní společnost, která vyrábí kosmetické produkty a přírodní léčiva. Obě větve navrhují své produkty na základě antroposofických principů – alternativní medicíny, která dosud neprokázala svou účinnost. Společnost sídlí ve švýcarském Arlesheimu.
Společnost převzala svůj název z německé podoby jména Bructeri völva Veleda z 1. století. Kromě toho, že je Weleda známá využíváním zelené energie, používá přírodní ingredience pěstované biodynamickými metodami a žádná z jejích ingrediencí ani výrobků není testována na zvířatech.
Skupina Weleda je členem Union for Ethical Biotrade (Unie pro etický biotrh) (UEBT).

## Historie

### 1920–24: založení a počátky

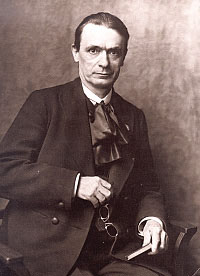
Rudolf Steiner

V roce 1920 založili rakouský filozof Rudolf Steiner a holandská gynekoložka Ita Wegmanová v Arlesheimu poblíž Basileje společnost „Futurum AG“ a v německém Stuttgartu společnost „Der Kommende Tag AG“ (akciovou společnost, jejímž posláním bylo podporovat ekonomické a duchovní hodnoty). Jejich provozní zisky měly přispět k financování různých antroposofických podniků, jako byla stavba Goetheana a založení Svobodné waldorfské školy ve Stuttgartu. V roce 1920 získala společnost „Der Kommende Tag AG“ bývalý podnik „Colonial-Werke Paul Rumpus“ ve Schwäbisch Gmündu. Dnes se zde nachází sídlo společnosti Weleda.

V roce 1921 se obě společnosti chtěly z finančních důvodů spojit. V roce 1922 byla společnost Futurum AG přejmenována na Internationale Laboratorien AG (ILAG) a byly vydány nové akcie. Na valné hromadě Rudolf Steiner požádal akcionáře, aby své podíly ve společnosti Der Kommende Tag předali společnosti ILAG, a zajistili tak majetek obou společností, které se ocitly ve finančních potížích. Společnosti byly sloučeny pod novým názvem Internationale Laboratorien und Klinisch-Therapeutisches Institut Arlesheim A.G. Zařízení v Německu se stala pobočkami švýcarské mateřské společnosti. Na návrh Rudolfa Steinera byl název Weleda zaregistrován jako ochranná známka: 20. září 1924 v Německu a 25. září 1924 ve Švýcarsku. Zároveň bylo navrženo odpovídající přejmenování mateřské společnosti ILAG. Dne 10. prosince 1928 byla společnost oficiálně zaregistrována pod novým názvem Weleda AG a pod tímto názvem je známa dodnes.

Název Weleda je odvozen od germánské kněžky a věštkyně "Veledy". Logo společnosti Weleda navrhl Rudolf Steiner. Logo vychází z aeskulapovy hole, což je hůl obtočená hadem, která je symbolem lékařských a farmaceutických profesí.
Založení společnosti Weleda souviselo s Lebensreform, společenským hnutím, které prosazovalo alternativní medicínu a zdravou výživu.

### Od roku 1925: internacionalizace
Ve 20. letech 20. století Weleda rozšířila svůj sortiment. Některé z nově vyvinutých kosmetických přípravků jsou součástí sortimentu dodnes: toaletní mléko (později kosatcové mléko), masážní olej, rozmarýnová koupel, pleťový krém, mýdlo, mýdlo na holení, pleťová výživa, krém na ochranu proti slunečnímu záření, prášek na mytí vlasů, borovicová koupelová esence a arniková esence. V letech 1925–1928 se celkový obrat společnosti Weleda zdvojnásobil a Weleda expandovala do zahraničí. Ve dvacátých letech 20. století vzniká řada dceřiných společností: Britská společnost Weleda Co. Ltd. (1924), Handelsonderneming Weleda (Nizozemsko, 1926), The American Arlesheim Laboratories (1926), Veleda-Ges.m.b.H. (Československo, 1926).

### Od roku 1933: nacistické Německo
Ve 30. letech 20. století část nacistické strany (NSDAP) považovala antroposofii za hnutí, které je v rozporu s národním socialismem. V důsledku toho byly knihy Rudolfa Steinera zakázány v bavorských veřejných knihovnách a v roce 1935 byla Antroposofická společnost zakázána. Několikrát hrozil společnosti Weleda zákaz výroby, kterému se dokázala se značným úsilím vyhnout. V roce 1943 dodala Weleda jednorázovou zásilku krému na ochranu proti omrzlinám německým ozbrojeným silám, Wehrmachtu. Protože společnost Weleda neměla k dispozici vazelínu potřebnou k výrobě objednaného krému proti omrzlinám, byla jí tato složka dodána z vlastních zásob Wehrmachtu. Krém proti omrzlinám byl dodán štábnímu lékaři Sigmundu Rascherovi z německého letectva. Rascher prováděl pokusy s podchlazením na vězních v koncentračním táboře Dachau.

### Od roku 1945: pozdější vývoj
Během evropského hospodářského rozmachu v 50. a 60. letech 20. století Weleda rozšířila svůj sortiment: léčebný čaj (1950), rakytníkový elixír (1955), pleťové tonikum (1959), krém na holení (1960), levandulové koupelové mléko (1961), balzám na nohy (1962) a kaštanový šampon (1966).

Od 50. let 20. století pokračovala společnost Weleda v mezinárodním kurzu. Zahraniční pobočky byly založeny v Itálii (1953), na Novém Zélandu (1955), ve Švédsku (1956), v Brazílii (1959) a v Argentině (1965).

Celosvětová poptávka po přírodní kosmetice se v 90. letech a později neustále zvyšovala. V roce 1992 byla Weleda zastoupena ve 30 zemích s nabídkou více než 10 000 výrobků. Společnost Weleda založila další mezinárodní pobočky, například Weleda Chile (1992), Weleda Peru (1993), Weleda Japonsko (1999), Weleda Slovensko (2000) a Weleda Finsko (2004).

Na konci roku 2018 otevřela Weleda City Spa v nizozemských městech Haag, Rotterdam a Oegstgeest. Na začátku roku 2020 byly otevřeny další City Spa v Hamburku. V roce 2021 byly otevřeny další dvě City Spas v Amsterdamu a Stuttgartu.

### 2021: 100 let Weledy
V roce 2021 se společnost „dožila“ 100 let a tuto událost si připomíná partnerstvím s britskou charitativní organizací TreeSisters na podporu projektů zalesňování po celém světě. Weleda si vzala za cíl vysadit milion stromů, přičemž tento projekt sponzoruje celosvětové projekty zalesňování a iniciativy vedené ženami nebo podporující ženy. Projekt začal prodejem vánočních dárků v roce 2020, z něhož bylo financováno 47.255 stromů. K 10. září 2021 bylo vysazeno 114.915 stromů.

## Antroposofická filozofie a biodynamika
Weleda zakládá své produkty na celostní medicíně a antroposofické medicíně. Antroposofická medicína je medicína inspirovaná filozofií zvanou antroposofie.
Rostlinné složky produktů Weleda jsou pěstovány metodou zemědělství známou jako biodynamika. Biodynamické zemědělství vyvinul jeden ze zakladatelů společnosti Weleda, Rudolf Steiner, v roce 1924. Biodynamika považuje celou farmu za jeden živý ekosystém s úrodností půdy, růstem rostlin a péčí o hospodářská zvířata jako ekologicky provázanými úkoly. Weleda se Steinerovou filozofií inspiruje dodnes. Jeho hodnoty společnost vtělila do všech svých činností: biodynamické zemědělství, spravedlivé zacházení se zaměstnanci a zúčastněnými stranami a udržitelné výrobní procesy.

## Výrobky

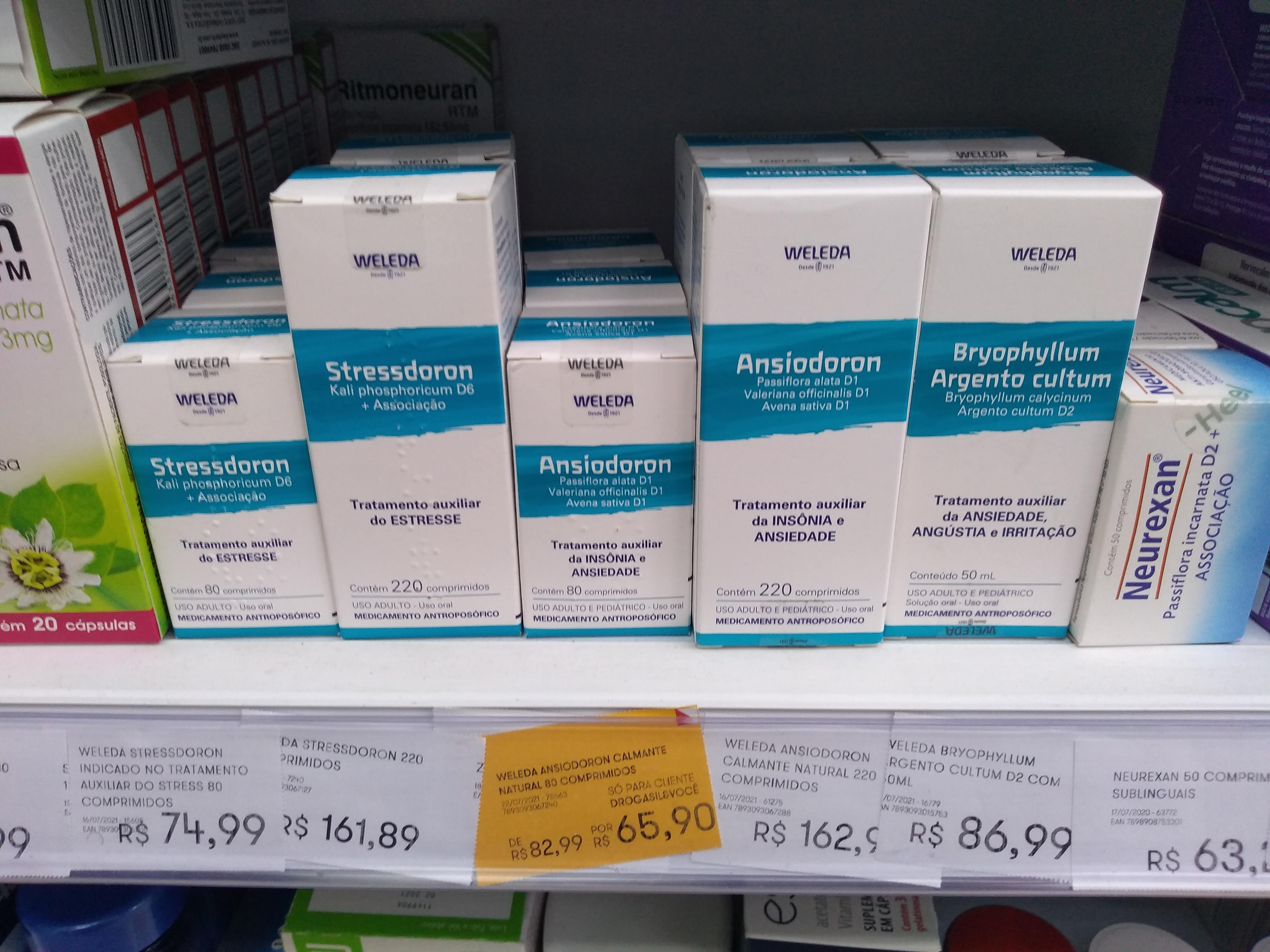
Produkty Weleda na regálech Drogasil v Ilhéus-BA

Weleda je předním světovým výrobcem holistické, přírodní, organické kosmetiky a léčiv pro antroposofickou terapii. Katalog výrobků zahrnuje kompletní řadu produktů pro péči o pleť, jako je Weleda Skin Food, výrobky pro péči o děti a matky, a také homeopatické přípravky. V souladu s filozofií tzv. olověných rostlin vyvíjí společnost výrobky, které se nezaměřují pouze na suroviny, protože všechny složky a celé složení přispívají k celkovému účinku. Mezi olovnaté rostliny patří arnika, bříza, měsíček, kosatec, levandule a divoká růže.
Společnost Weleda je známá jako historický a hlavní výrobce fermentovaného extraktu z jmelí bílého (Viscum album), který se prodává pod názvem Iscalor. Tato léčba vychází ze Steinerovy vize z roku 1917: Podle Rudolfa Steinera může jmelí nasadit svou „skutečnou léčivou sílu“ na rakovinu pouze vhodnou směsí letních a zimních výtažků ze jmelí. Iscalor byl prodáván jako protinádorový prostředek a v 80. letech 20. století hojně používán k léčbě různých druhů rakoviny ve Švýcarsku a Německu (v centrech antroposofického učení). Od té doby byla prokázána jeho neúčinnost a jeho používání nedoporučuje Švýcarský onkologický kongres a Švýcarská liga proti rakovině.

## Sociální angažovanost
Společnost Weleda si dle svého vyjádření uvědomuje, že má odpovědnost za prostředí, ve kterém působí, a za lidi, kteří se podílejí na výrobě produktů Weleda. V souladu s principem rozmanitosti, který tvoří základní hodnotu společnosti Weleda, je filantropie v jednotlivých zemích, kde Weleda působí, podporována různými formami, obvykle jako reakce na potřeby zjištěné v interakci s místními komunitami. Weleda spolupracuje s neziskovou organizací The Foundation for Living Beauty, která podporuje ženy s rakovinou. Cílem partnerství je zlepšit kvalitu života žen žijících s rakovinou a žen, které rakovinu přežily."

Antroposofická filozofie společnosti Weleda ovlivňuje také způsob, jakým společnost zapojuje své zaměstnance. Formát nazvaný Werkstunden, hodinová sezení na aktuální témata, je koordinován konceptem „kultury a identity“. Pro zaměstnance jsou tyto programy dobrovolné a jsou součástí běžné pracovní doby. Od roku 2015 se zaměstnanci společnosti Weleda z různých zemí účastní iniciativy udržitelného rozvoje „Na kole do Weledy“. Společně sbírají kilometry, aby udělali něco dobrého pro ochranu klimatu a životního prostředí tím, že jezdí do práce na kole. Délku celkové ujeté vzdálenosti lze sledovat na webové stránce, která byla financována částkou 10.000 eur z programu RadKULTUR německé spolkové země Bádensko-Württembersko.

## Udržitelnost

### Udržitelné zemědělství

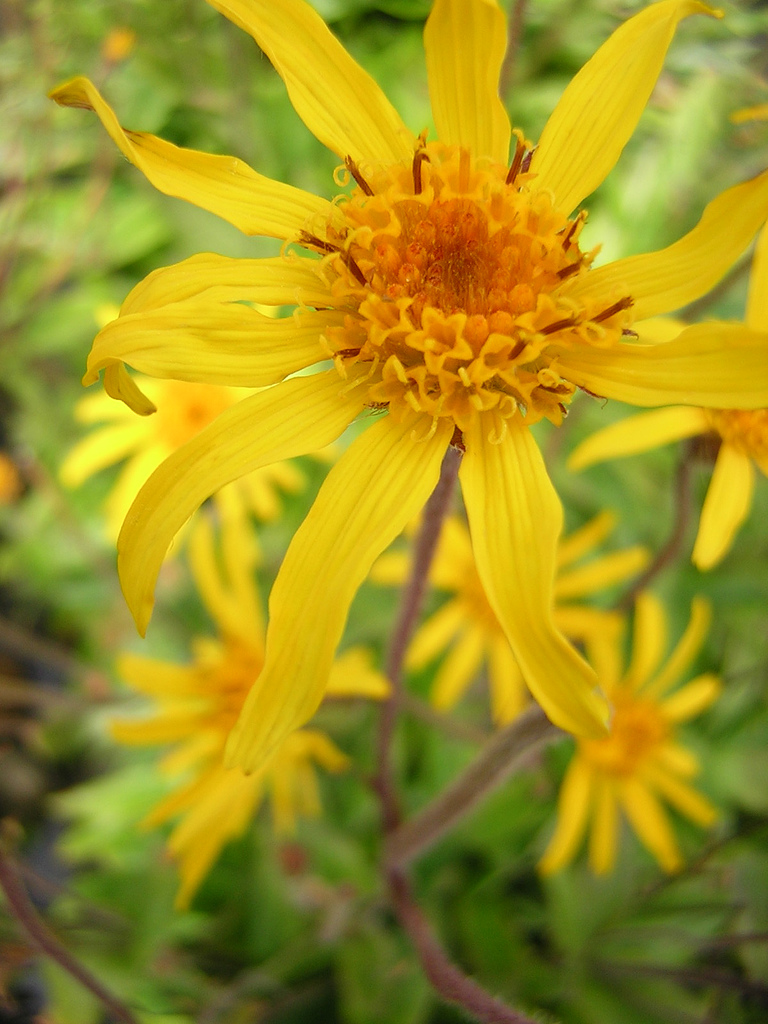
Prha arnika

Společnost Weleda vydává výroční zprávu o udržitelnosti, která má poukázat na její snahu stát se ještě udržitelnější společností. Sladila své cíle s cíli udržitelného rozvoje OSN, aby zvýšila transparentnost a sledovatelnost výrobků. Weleda se také snaží chránit přírodu a potřeby svých pěstitelských partnerů. Weleda vytvořila několik zahrad, kde pěstuje ingredience pro své výrobky podle biodynamických pěstitelských metod, které zahrnují udržitelné zemědělství, vyhýbání se pesticidům a práci s ročními obdobími. V souladu s konceptem olovnatých rostlin se v zahradách pěstují různé léčivé rostliny, například měsíček lékařský, kozlík lékařský, levandule a šalvěj.

### Předcházení vzniku odpadů a recyklace
Společnost Weleda Benelux je již několik let klimaticky neutrální. Společnosti v Nizozemsku a Belgii se také v roce 2008 zapojily do projektu Soil & More Impacts a nizozemská společnost organizuje kompostování po celém světě. Weleda navázala spolupráci se společností TerraCycle, která se zabývá nakládáním s odpady, aby přivedla zákazníky k recyklaci obalů. Spotřebitelé mohou zasílat prázdné obaly od celé řady výrobků Skin Food, které budou zdarma recyklovány. Shromážděné obaly jsou vyčištěny a roztaveny na tvrdý plast, který se používá k výrobě nových recyklovaných výrobků.

### Projekty na ochranu životního prostředí
Weleda Australia a nadace Kitchen Garden Foundation uzavřely partnerství, jehož cílem je vzdělávat děti o důležité roli opylovačů vybudováním sítě „včelích hotelů“ (Bee B&B Hotels) na základních školách. V roce 2019 Weleda navázala spolupráci s organizací Borneo Orangutan Survival (BOS) na ochranu orangutanů a zavázala se k získávání udržitelného palmového oleje. Weleda přislíbila 100.000 dolarů na 20 měsíční projekt, jehož cílem je vytvořit harmonii mezi ochranou přírody a lidskými potřebami v oblasti Mawas.
V roce 2018 získala společnost Weleda vůbec první certifikaci a značku Unie pro etický biotrh (UEBT) za šetrné získávání surovin. Certifikace UEBT má spotřebitelům ukázat, že výrobek, který si chtějí koupit, je vyroben společností, která se chová k lidem a biologické rozmanitosti s respektem.